# 通信対局 ワールドチェス
『通信対局 ワールドチェス』（つうしんたいきょく ワールドチェス、英題：Wii Chess）は、任天堂より発売されたWii用コンピュータチェスソフト。
日本ではWiiウェアとして2008年9月30日に発売された。『通信対局』シリーズ第3弾。

## 概要
対局はオフライン、オンライン（持ち時間5分または20分、ニンテンドーWi-Fiコネクションを利用）、コンピュータとの対局がある。棋譜データの保存により、対局の中断・再開（ただし、オンライン対局では再開時の相手はコンピュータになる）や打ち筋の研究が可能。オンラインはフレンド登録した相手のほか、日本国内のプレイヤーや『Wii Chess』のプレイヤーと対戦でき、対局履歴によりマッチングの精度が上がっていく。コンピュータの思考ルーチンはループエキスプレス（2007年世界コンピュータチェス選手権第3位）を使用、10段階の難易度が選択できる。
駒と盤面のデザインを変更可能（8種類以上）。